# Bokeslund
Bokeslund är en bebyggelse i Höörs socken i Höörs kommun. Området avgränsades före 2015 till en småort, för att därefter räknas som en del av tätorten Höör.
Namnet kommer ursprungligen från en gård. När ett fritidshusområde byggdes vid vägen ut till gården, i början av 1970-talet, fick även fritidshusområdet namnet Bokeslund.